# ジェシカ・マルコス
ジェシカ・パトリシア・マルコス（Yesica Patricia Marcos、1986年3月5日 - ）は、アルゼンチンの女子プロボクサー。メンドーサ州サン・マルティン出身。第5代WBA女子世界スーパーバンタム級王者。第3代WBO女子世界スーパーバンタム級王者。

## 来歴
2008年9月5日、クリスティーナ・パチェコ戦でデビューし、判定勝利。
2009年3月14日、アドリアナ・ヘレーラとの南米女子スーパーバンタム級王座決定戦に挑み、9回TKO勝ちを収め王座獲得に成功した。
2009年8月20日、イボンヌ・アナイ・コルドバと対戦し引き分けに終わった。
2009年10月2日、マリッサ・ジョアンナ・ポルティージョに判定で勝利し空位のアルゼンチン王座獲得に成功した。
2009年12月18日、ベティナ・カブリエラ・ガリーノとのWBAフェデラテン女子スーパーバンタム級王座決定戦に挑み、判定勝ちを収め王座獲得に成功した。
2010年4月9日、シモーネ・ダ・シルヴァ・ドゥアルテとWBA女子世界スーパーバンタム級暫定王座決定戦を行い、3-0の判定勝ちを収め王座を獲得した。
2011年、WBA女子世界スーパーバンタム級暫定王座を返上。
2011年10月8日、WBA女子世界スーパーバンタム級暫定王座並びにWBO女子世界スーパーバンタム級暫定王座決定戦でシモーネ・ダ・シルヴァ・ドゥアルテと対戦し、シモーネの5回1秒棄権によるTKO勝ちを収めWBA暫定王座返り咲き、WBO暫定王座獲得に成功した。
2012年3月16日、アナ・フラトンと王座統一戦を行い、3-0の判定勝ちを収め王座統一に成功した（記録上は暫定王座の初防衛）。
2012年10月6日、ジャッキー・ナバの休養王座認定に伴い空位となったWBA女子世界スーパーバンタム級正規王座決定戦でダイアナ・コルデロと対戦し、6回17秒TKO勝ちを収めWBA女子正規王座に認定。WBO女子王座は2度目の防衛に成功した。
2012年11月10日、パウラ・アンドレア・モラレスとスーパーバンタム級契約8回戦を行い、3-0の判定勝ちを収めた。
2013年1月25日、マルセラ・アクーニャと対戦し、1-1の判定で引き分けたがWBA王座は2度目、WBO王座は3度目の防衛に成功した。
2013年12月13日、アンジェラ・マルシアルと対戦し、3-0の判定勝ちを収めWBA王座の3度目の防衛に成功に成功した。
2014年10月31日、エストレージャ・バルベルデと対戦し、初回1分41秒KO勝ちを収めWBA王座の4度目の防衛に成功した。

## 戦績
- ボクシング：28戦 26勝（9KO）2分 無敗

## 獲得タイトル
- 南米女子スーパーバンタム級王座
- アルゼンチンFAB女子スーパーバンタム級王座
- WBAフェデラテン女子スーパーバンタム級王座
- WBA女子世界スーパーバンタム級暫定王座（防衛2=返上）
- WBA女子世界スーパーバンタム級暫定王座（2期目・防衛1=正規王座認定）
- 第5代WBA女子世界スーパーバンタム級王座（防衛3）
- WBO女子世界スーパーバンタム級暫定王座（防衛1）
- 第3代WBO女子世界スーパーバンタム級王座（防衛2）